# 佩雷 (上比利牛斯省)
佩雷（法語：Péré，法語發音：[peʁe]）是法国上比利牛斯省的一个市镇，属于巴涅尔德比戈尔区。

## 地理
佩雷（43°8'10"N, 0°18'38"E）面积4.71 平方千米，位于法国奧克西塔尼大區上比利牛斯省，该省份为法国西南部内陆省份，北至热尔省，西接大西洋比利牛斯省，南与西班牙接壤，东临上加龙省。
与佩雷接壤的市镇（或旧市镇、城区）包括：拉内斯佩德、贝戈勒、卡阿雷、吕蒂尤、莫沃赞、里科。

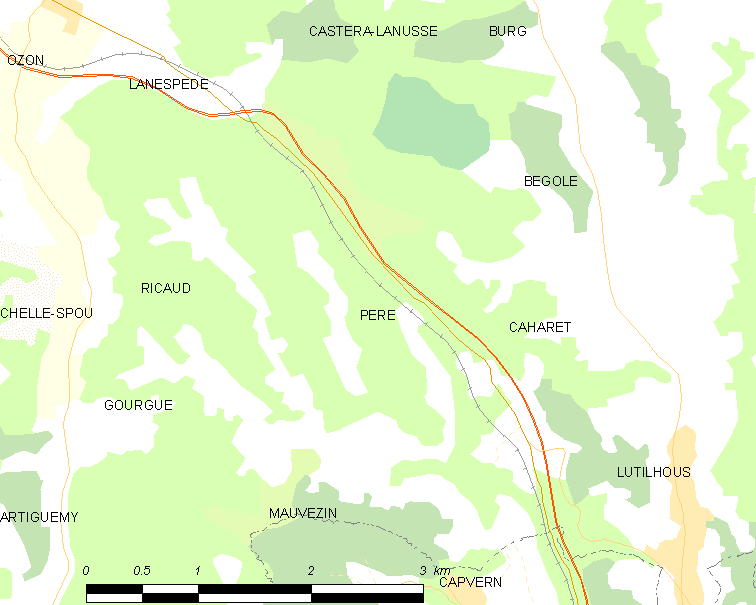
的OSM定位图

佩雷的时区为UTC+01:00、UTC+02:00（夏令时）。

## 行政
佩雷的邮政编码为65130，INSEE市镇编码为65356。

## 政治
佩雷所属的省级选区为阿罗斯河与巴伊斯河谷县。

## 人口

1962-2008年间人口变化图示

佩雷于2022年1月1日时的人口数量为62人。